# Live at Lulu White's
Albums de Bill Evans
Live At The Maintenance Shop, '79 Homecoming
Live at Lulu White's : 1979 est un album du pianiste de jazz Bill Evans enregistré en 1979 et édité en 2010.

## Historique
Les titres qui composent cet album ont été enregistrés en public, le 30 novembre 1979, au club Lulu White's à Boston (Massachusetts). 
Deux sets avaient été enregistrés pour une diffusion radio. Selon Pettinger, la publication « légale » de ces pistes avait été envisagée. D'autres titres enregistrés lors de ce concert restent, à ce jour, inédits.
Ce disque - qu'on peut qualifier de « bootleg » - a été publié en 2010 par le label espagnol Gambit (69332).

## Titres de l’album
| No | Titre                                    | Auteur                         | Durée |
| -- | ---------------------------------------- | ------------------------------ | ----- |
| 1. | Re : Person I Knew                       | Bill Evans                     | 4:10  |
| 2. | Midnight Mood                            | Joe Zawinul, Ben Raleigh       | 6:00  |
| 3. | The Peacocks                             | Jimmy Rowles                   | 6:30  |
| 4. | Song from M*A*S*H* (Suicide is Painless) | Johnny Mandel, Michael Altman  | 4:35  |
| 5. | Laurie                                   | Bill Evans                     | 8:01  |
| 6. | Up With The Lark                         | Jerome Kern, Leo Robin         | 6:07  |
| 7. | I'm Getting Sentimental Over You         | George Bassman, Ned Washington | 4:33  |
| 8. | I do It for Your Love                    | Paul Simon                     | 6:08  |
| 9. | My Romance                               | Richard Rogers, Lorenz Hart    | 5:38  |

## Personnel
- Bill Evans : piano
- Marc Johnson : contrebasse
- Joe LaBarbera : batterie